# Mạc Đĩnh Chi
Mạc Đĩnh Chi (chữ Hán: 莫挺之 1272 – 1346), tên tự là Tiết Phu (節夫), hiệu là Tích Am (僻庵) là một quan đại thần và nhà ngoại giao nổi tiếng triều Trần trong lịch sử Việt Nam. Năm 1304, đời vua Trần Anh Tông niên hiệu Hưng Long thứ 12, ông thi đỗ trạng nguyên. Nhờ thông minh, hiểu biết sâu rộng, ông nhiều lần được cử đi sứ sang Trung Quốc. Ngoài ra, ông còn được biết đến như là tổ tiên trực hệ của các đời Hoàng đế nhà Mạc, được Mạc Thái Tổ truy tôn thụy là Kiến Thủy Khâm Minh Văn Hoàng Đế (建始欽明文皇帝).

## Xuất thân
Theo Đại Việt sử ký toàn thư, Mạc Đĩnh Chi quê ở xứ làng Bàng Hà và Ba Điểm. Trong cuộc kháng chiến chống quân Nguyên năm 1287 đã theo hàng quân Nguyên. Nhà Trần sau chiến thắng đã trị tội cả làng, bắt dân làm lính hầu cho các vương hầu nhà Trần, không cho làm quan, nhưng sau này năm 1304, Mạc Đĩnh Chi vẫn được ứng thi và làm quan.
Theo Lịch triều hiến chương loại chí, Mạc Đĩnh Chi là người làng Lũng Động, huyện Chí Linh, Hải Đông (nay là thôn Long Động, xã Nam Tân, huyện Nam Sách, tỉnh Hải Dương), tổ tiên là Mạc Hiển Tích đỗ khoa Thái học sinh năm Bính Dần đời vua Lý Nhân Tông. Ông thông minh hơn người, nhưng tướng mạo xấu xí.
Chiêu Quốc Vương Trần Ích Tắc mở học đường, tập hợp văn sĩ bốn phương, chu cấp cho ăn mặc, đào tạo nhiều nhân tài, trong đó có Mạc Đĩnh Chi. Sách Đại Việt sử ký toàn thư chép rằng: Ích Tắc là con thứ của Thượng hoàng, thông minh hiếu học, thông hiểu lịch sử, lục nghệ, văn chương nhất đời. Dù nghề vặt như đá cầu, đánh cờ, không nghề gì không thông thạo; từng mở học đường ở bên hữu phủ đệ, tập hợp văn sĩ bốn phương cho học tập, cấp cho ăn mặc, đào tạo thành tài như Mạc Đĩnh Chi ở Bàng Hà, Bùi Phóng ở Hồng Châu,... gồm 20 người, đều được dùng cho đời.

## Sự nghiệp
Năm 1304 đời vua Trần Anh Tông niên hiệu Hưng Long thứ 12, triều đình mở khoa thi Cống sĩ lấy 44 người đỗ Thái học sinh (tiến sĩ). Mạc Đĩnh Chi đỗ Trạng nguyên; Bùi Mộ đỗ bảng nhãn, Trương Phóng đỗ thám hoa. Khi mới đỗ nhà vua chê ông xấu, Mạc Đĩnh Chi bèn làm bài phú Ngọc tỉnh liên (Sen trong giếng ngọc) để tự ví mình với sen. Trong bài phú có đoạn: 
Há rằng trống rỗng bất tài
Thuyền quyên lắm kẻ lỡ thời thương thay.
Nếu ta giữ mực thẳng ngay.
Mưa sa gió táp xem nay cũng thường
Vua Trần Anh Tông xem rồi khen hay, thăng làm Thái học sinh dũng thủ, sung chức Nội thư gia.

### Tham dự triều chính
Thời vua Trần Minh Tông, Mạc Đĩnh Chi càng được tin dùng hậu đãi. Ông là người liêm khiết, vua biết muốn thử ông, sai người đem 10 vạn quan tiền để trước cửa nhà ông. Sáng hôm sau Đĩnh Chi đem túi tiền lên triều, tâu nhà vua, Vua nói: "Không ai nhận tiền ấy, thì cho khanh lấy mà chi dùng". Ông đã từ chối và không nhận vì cho rằng người mất sẽ lo lắng , lúc này vua cho biết rằng chỉ thử lòng và trao cho Mạc Đĩnh Chi phần thường vì lòng chính trực.
Mạc Đĩnh Chi cùng với các vị Trần Thời Kiến, Đoàn Nhữ Hài, Độ Thiên Lư, Nguyễn Dũ, Phạm Mại, Phạm Ngộ, Nguyễn Trung Ngạn,... được sử quan Ngô Thì Sĩ nhận định trong Việt sử tiêu án: Các ông này khi làm quan, ngạnh trực dám nói thẳng, có phong độ đại thần và nhân tài thịnh nhất hơn triều các vua khác.
Thời vua Trần Hiến Tông ông làm chức Nhập nội hành khiển, Lang trung hữu ty, chuyển sang làm Lang trung tả ty trải đến chức Tả bộc xạ ở hàng quan to.

### Đi sứ nhà Nguyên
Năm 1308 đời vua Trần Anh Tông, Mạc Đĩnh Chi đi sứ nhà Nguyên, mừng vua Nguyên Vũ Tông mới lên ngôi. Đó là lúc mới 20 năm sau chiến tranh chống quân Nguyên thứ 3 (1287-1288), sứ bộ bị nắn gân cốt rất mạnh.
Tuy nhiên trong hoạt động bang giao ông đã tỏ rõ khí phách và tài năng của mình. Hoạt động và tài năng văn chương của ông đã để lại nhiều giai thoại nổi tiếng.
Sau đó năm Nhâm Tuất (1322) ông đi sứ lần 2, nhưng chưa tìm được nguồn tin.

## Giai thoại đi sứ

### Tại cửa ải
Thử thách văn chương đầu tiên là do trời mưa nên Sứ bộ đến cửa ải Pha Lũy (nay là ải Nam Quan) bị trễ. Quan trấn ải phía Trung Quốc không chịu mở cổng thành, song vì biết danh tiếng ông, nên thử tài bằng câu đối:
Quá quan trì, quan quan bế, nguyện quá khách quá quan
Nghĩa là: Qua cửa quan trễ, cửa quan đóng, mời khách qua đường qua cửa quan.
Ông đã đáp lại:
Tiên đối dị, đối đối nan, thỉnh tiên sinh tiên đối
Nghĩa là: Ra câu đối trước thì dễ, đối câu đối mới khó, xin tiên sinh đối trước.
Quan giữ ải phục tài, lập tức mở cửa ải đón sứ bộ và tiếp đãi rất long trọng.

### Buổi tiếp kiến đầu tiên
Khi đến Đại Đô (nay là Bắc Kinh, Trung Quốc), thấy Mạc Đĩnh Chi người thấp bé, nên người Nguyên tỏ ý khinh thường. Trong buổi tiếp kiến đầu tiên người triều Nguyên đã ra câu đối:
Nhật hoả vân yên, bạch đán thiêu tàn ngọc thố
Nghĩa là: Mặt trời là lửa, mây là khói, ban ngày thiêu cháy vừng trăng. Hàm ý là đại quốc đủ sức đốt cháy nước nhỏ.
Mạc Đĩnh Chi đã đối lại:
Nguyệt cung tinh đạn, hoàng hôn xạ lạc kim ô
Nghĩa là: Trăng là cung, sao là đạn, buổi chiều tối bắn rụng mặt trời. Hàm ý là nước nhỏ cũng có thể chống lại nước lớn trong hoàn cảnh thích hợp.
Vế đối này của Mạc Đĩnh Chi còn lấy điển tích Hậu Nghệ xạ nhật, hay Hậu Nghệ bắn rụng chín mặt trời làm gốc. Kim Ô, hay Quạ Mặt Trời, ban ngày bay lên tai hoạ nhân gian. Hậu Nghệ bèn lấy cung bắn rụng chín con, chỉ chừa lại một con duy nhất để chiếu sáng nhân gian.

### Bức tranh chim sẻ ở phủ Tể tướng
Khi Tể tướng triều Nguyên mở tiệc chiêu đãi sứ bộ Việt, ông thấy trong phủ Tể tướng có bức tranh thêu chim sẻ vàng đậu trên cành trúc rất đẹp. Đĩnh Chi kéo con chim sẻ xuống xé nát ra, người Nguyên hỏi cớ sao ? Ông nói:Cổ nhân có vẽ mai và tước, chưa thấy vẽ trúc và tước (sẻ). Trúc là quân tử, tước là tiểu nhân, bức trướng thêu này là kẻ tiểu nhân lấn lướt người quân tử, nay tôi vì Thánh triều mà trừ mối tệ ấy đi.

### Bài minh cái quạt
Khi vào chầu vua Nguyên Vũ Tông, đang cuối mùa hè oi bức, có người của Sát Hợp Đài hãn quốc dâng cái quạt, ông phụng mệnh làm bài minh vào cái quạt. Sứ thần nước Cao Ly làm xong trước, có 4 câu, 16 chữ, Mạc Đĩnh Chi trông thế bút viết, biết được bài của sứ thần Cao Ly rồi, liền theo ý mà làm phiên câu văn đi, lại dẫn thêm 3 câu ở trong truyện làm câu kết, được khen thưởng hơn, đủ biết ông có tài và nhanh lắm, người Nguyên càng thêm thán phục. Bài minh của sứ Cao Ly:
Uẩn long trùng trùng, 
Y Doãn, Chu Công. 
Vũ tuyết thê thê,
Bá Di, Thúc Tề.
Bài của Đĩnh Chi:
Lưu Kim thước thạch thiên địa vi lô, 
nhĩ ư tư thời hề Y Chu cự nho; 
Bắc phong kỳ thê vũ tuyết tái đồ,
nhĩ ư tư thời hề Di Tề ngã phu.
Y,
dụng chi tắc hành, xả chi tắc tàng,
duy ngã dữ nhĩ hữu thi phù.

### Văn tế công chúa
Trong thời gian sứ bộ lưu ở Đại Đô, có một công chúa nhà Nguyên chết, sứ thần Việt Mạc Đĩnh Chi được cử đọc văn tế. Để thử tài sứ giả nước Việt, quan Bộ Lễ trao cho ông trang giấy chỉ có 4 chữ Nhất. Thật là một tình thế hết sức hiểm nghèo, nhưng rồi ông rất bình tĩnh ứng khẩu đọc:
Thanh thiên nhất đóa vân,
Hồng lô nhất điểm tuyết,
Thượng uyển nhất chi hoa,
Dao Trì nhất phiến nguyệt.
Y ! Vân tán, tuyết tiêu, hoa tàn, nguyệt khuyết !
Dịch nghĩa:
Trời xanh có một áng mây,
Hồng lô có một bông tuyết,
Thượng uyển có một cành hoa,
Dao Trì có một mảnh trăng.
Than ôi ! Mây tán, tuyết tan, hoa tàn, trăng khuyết !
Ý rằng: trên trời có một đám mây, trong lò lửa có một bông tuyết, trong vườn hoa có một nhành hoa, nước Dao Trì có một mặt trăng ! Than ôi ! Mây tan hết, tuyết rã rồi, hoa tàn héo, trăng không tròn !
Tuy nhiên trên thực tế, bài văn tế này là của một tác giả Trung Quốc, sống ở thời Tống và người đời sau đã đem gán cho Mạc Đĩnh Chi cách sau đời Tống đến trên ba thế kỷ, đã tạo thành một câu chuyện giai thoại, và theo Lê Quý Đôn thì bài văn còn được gán cho Nguyễn Đăng Cảo (1619 - ?) sống cách đời Tống sau 600 năm.

### Câu đố chết người

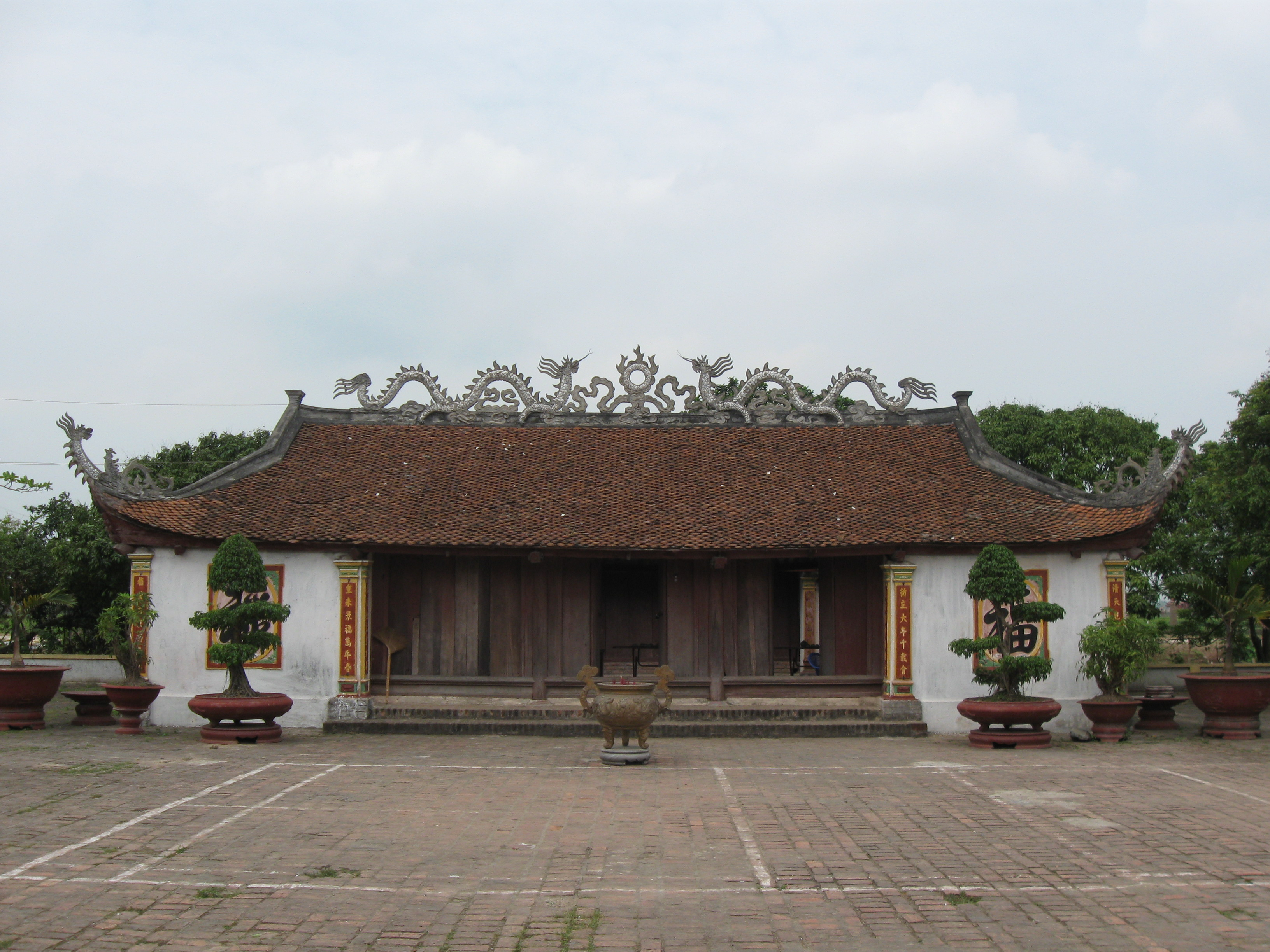
Đền thờ Mạc Đĩnh Chi ở quê hương

Khi sứ bộ bái biệt vua Nguyên Vũ Tông để về nước, thì họ ra câu đố hiểm hóc:
Có một chiếc thuyền, trong đó có vua, thầy học, và cha mình (quân, sư, phụ) bơi đến giữa sông chẳng may gặp sóng lớn đắm thuyền. Khi ấy ngươi ở trên bờ ra cứu, nhưng chỉ có thể cứu được một người thôi, thế thì ngươi cứu ai?
Vào thời kỳ đó, trả lời sai sẽ bị tội phanh thây, chém đầu hoặc lưu giữ lại, dẫn đến nước Việt mất nhân tài. Nhưng ông đã trả lời:
Thần đứng trên bờ, thấy thuyền bị đắm, tất phải vội vã nhẩy xuống sông bơi ra cứu, hễ thần gặp ai trước thì thần cứu người ấy trước, bất kể người ấy là vua, thầy học hay cha mình.
Cuối cùng ông được ra về.

## Gia đình
- Tổ tiên là Mạc Hiển Tích đỗ khoa Thái học sinh năm Bính Dần đời vua Lý Nhân Tông sinh ra Mạc Hiển Đức, Hiển Đức sinh Hiển Tuấn, Hiển Tuấn sinh Đĩnh Kỳ. Mạc Đĩnh Kỳ sinh Mạc Đĩnh Chi.[4]
- Mạc Đĩnh Chi sinh ra Mạc Cao, Mạc Cao sinh ra Mạc Thúy, Mạc Thúy sinh ra Mạc Tung, dời sang ở xã Lan Khê, huyện Thanh Hà rồi sinh ra Mạc Bình, Mạc Bình lại dời sang xã Cổ Trai, huyện Nghi Dương rồi trú tại đó. Bình sinh ra Mạc Hịch, Mạc Hịch lấy con gái trưởng của Đặng Xuân người cùng xã, sinh được ba con trai, con trưởng là Mạc Đăng Dung, con thứ là Mạc Đăng Đốc, con út là Mạc Đăng Quyết. Mạc Đăng Dung có sức khoẻ, vì đỗ võ cử, được sung vào quân túc vệ, đến đây phong cho chức này.[5] Mạc Đăng Dung sau làm vua - Mạc Thái Tổ của triều Mạc.
- Năm 1406, nhà Minh xâm lược nước Đại Ngu, Mạc Địch, Mạc Thúy, Mạc Viễn và Nguyễn Huân mạo nhận là họ Mạc đều là những kẻ bất đắc chí, đón hàng quân Minh, người Minh đều trao cho quan chức. Sau Mạc Thúy làm đến Tham chính; Mạc Địch làm đến Chỉ huy sứ; Mạc Viễn làm đến Diêm vận sứ; Huân làm đến Bố chính; (Thúy, Địch, Viễn là cháu Mạc Đĩnh Chi).[5]

### Hậu duệ ở Triều Tiên
Trong thời gian đi sứ Trung Hoa, sứ bộ nước Việt giao lưu rất thân thiết với sứ bộ nước Cao Ly. Sự tương đồng hoàn cảnh của hai nước trước cường quốc Trung Hoa, cùng với tài năng của Mạc Đĩnh Chi làm sứ thần Cao Ly mến mộ. Vị sứ thần Cao Ly đã mời ông sang chơi và gả cháu gái cho ông. Người thiếp này sinh được 1 nữ, và lần ông đi sứ thứ hai thì sinh 1 nam, từ đó lập ra một dòng họ ở bên đó. Một hậu duệ của ông đã tìm đến Việt Nam, bút đàm hán tự với ông Lê Khắc Hòe. Sau đó ông Hòe có viết bài "Người Triều Tiên đi bán sâm là hậu duệ của Mạc Đĩnh Chi", muốn tìm họ Mạc để nhận họ, đăng trên An Nam tạp chí số 4 năm 1926. Sau này Vũ Hiệp sưu tập và đăng trên tạp chí Nghiên cứu Sử số 2, 1996 tại Thành phố Hồ Chí Minh.

## Chỉ dẫn
1. ↑  Nguyên Vũ Tông (1281-1311) là vua thứ ba triều Nguyên, trị vì 1307-1311.
2. ↑  Theo tham khảo [12] thì nhan đề bài là "Trạng nguyên Mạc Đĩnh Chi Có Hậu Duệ Ở Cao Ly Từ Thế Kỉ 14 Đến Nay".

## Sách tham khảo
- Đại Việt sử ký toàn thư, Soạn giả Lê Văn Hưu, Ngô Sĩ Liên,...; Dịch giả Viện sử học Việt Nam; Nhà xuất bản Khoa học xã hội Hà Nội, 1993.
- Việt sử tiêu án, Soạn giả Ngô Thì Sĩ,Dịch giả: Hội Việt Nam Nghiên cứu Liên Lạc Văn hóa Á Châu. Nhà xuất bản: Văn Sử 1991.
- Lịch triều hiến chương loại chí, Tập 1, Soạn giả Phan Huy Chú, Dịch giả Viện sử học Việt Nam; Nhà xuất bản giáo dục, 2005.